# 夫拉特布什
夫拉特布什是纽约市布鲁克林区的一个社区，由荷兰定居者建立于1651年。

## 词源
夫拉特布什这个名字是荷兰语Vlacke bos（意为平坦的林地）的一个借译。

## 历史
夫拉特布什由荷兰殖民者创建于1651年。在20世纪上半叶，夫拉特布什以爱尔兰人，意大利人和犹太人为主，是一个工人阶级社区。在20世纪70年代和80年代初期，夫拉特布什的白人大量外迁，变成一个加勒比海黑人移民为主的社区，一些建筑物废弃或处于失修状态。
到2010年代，该地区经历快速士绅化。2016年2月，《纽约时报》的一篇文章将夫拉特布什列为纽约的下一个热门社区中的四个社区之一。

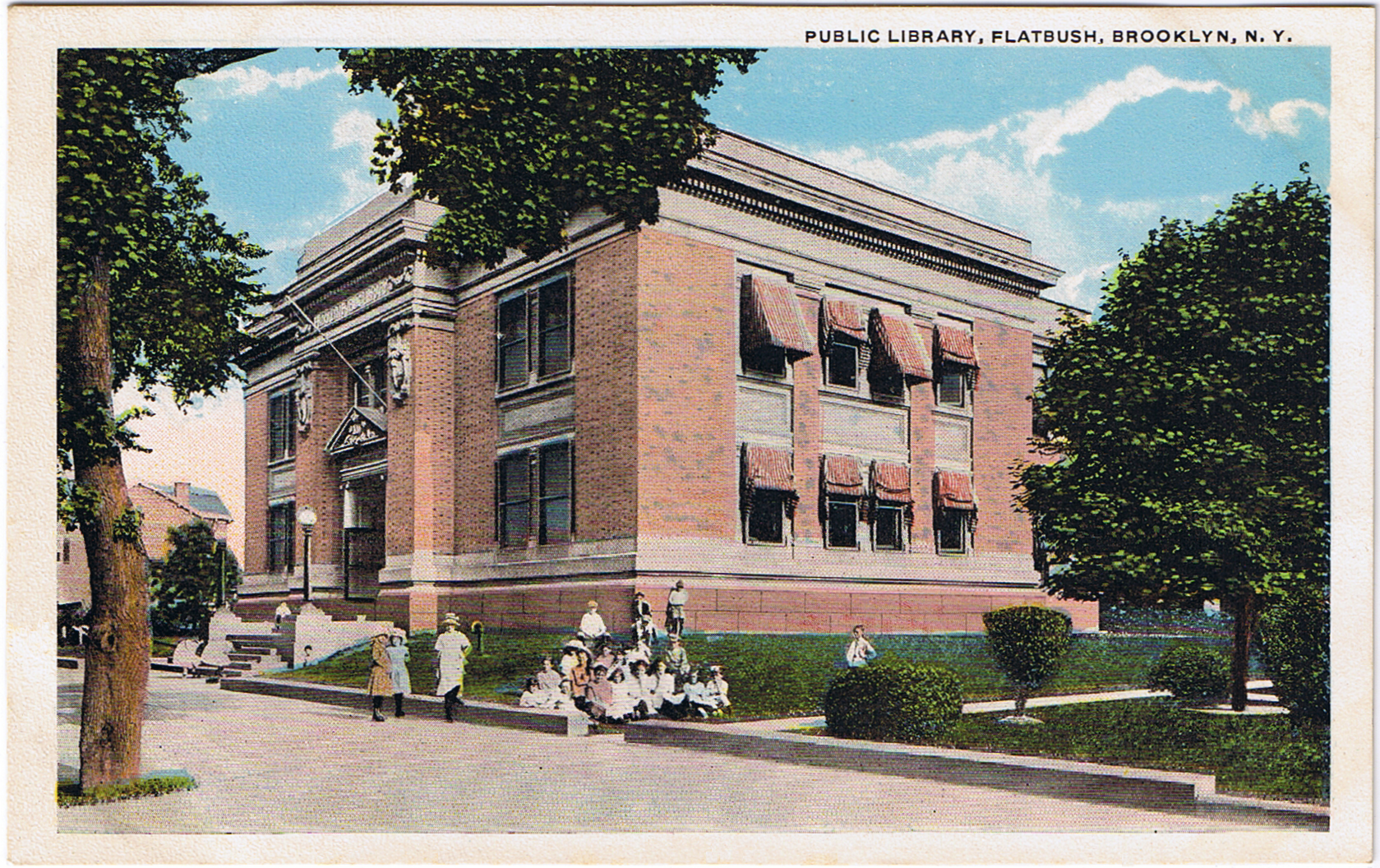
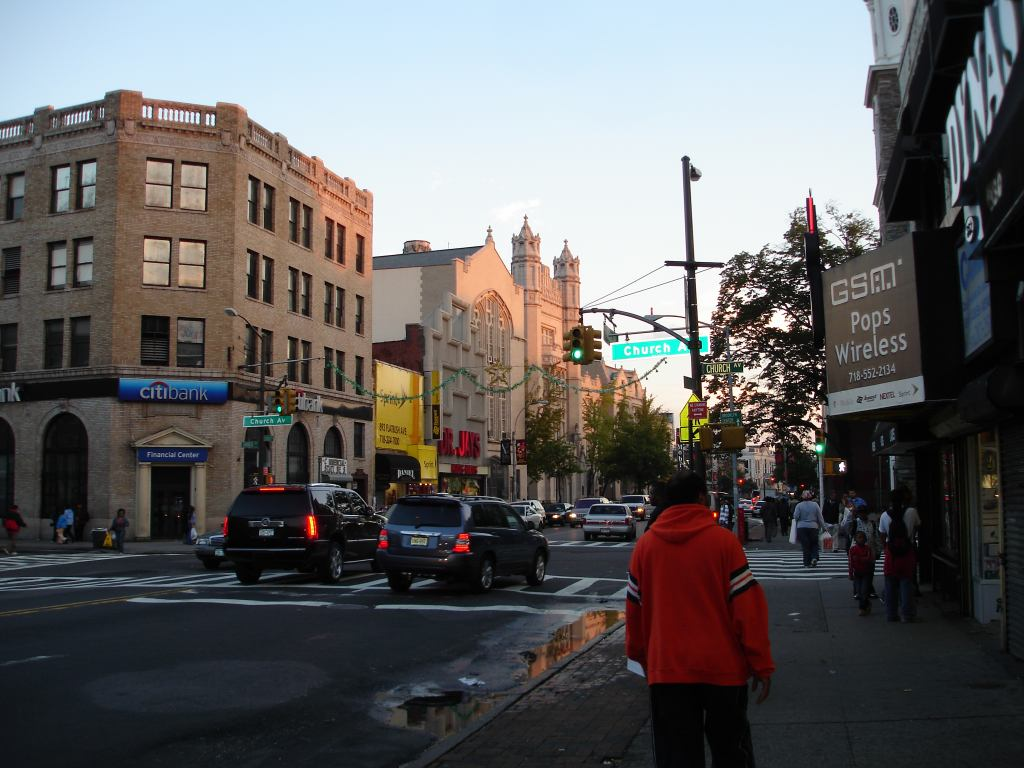
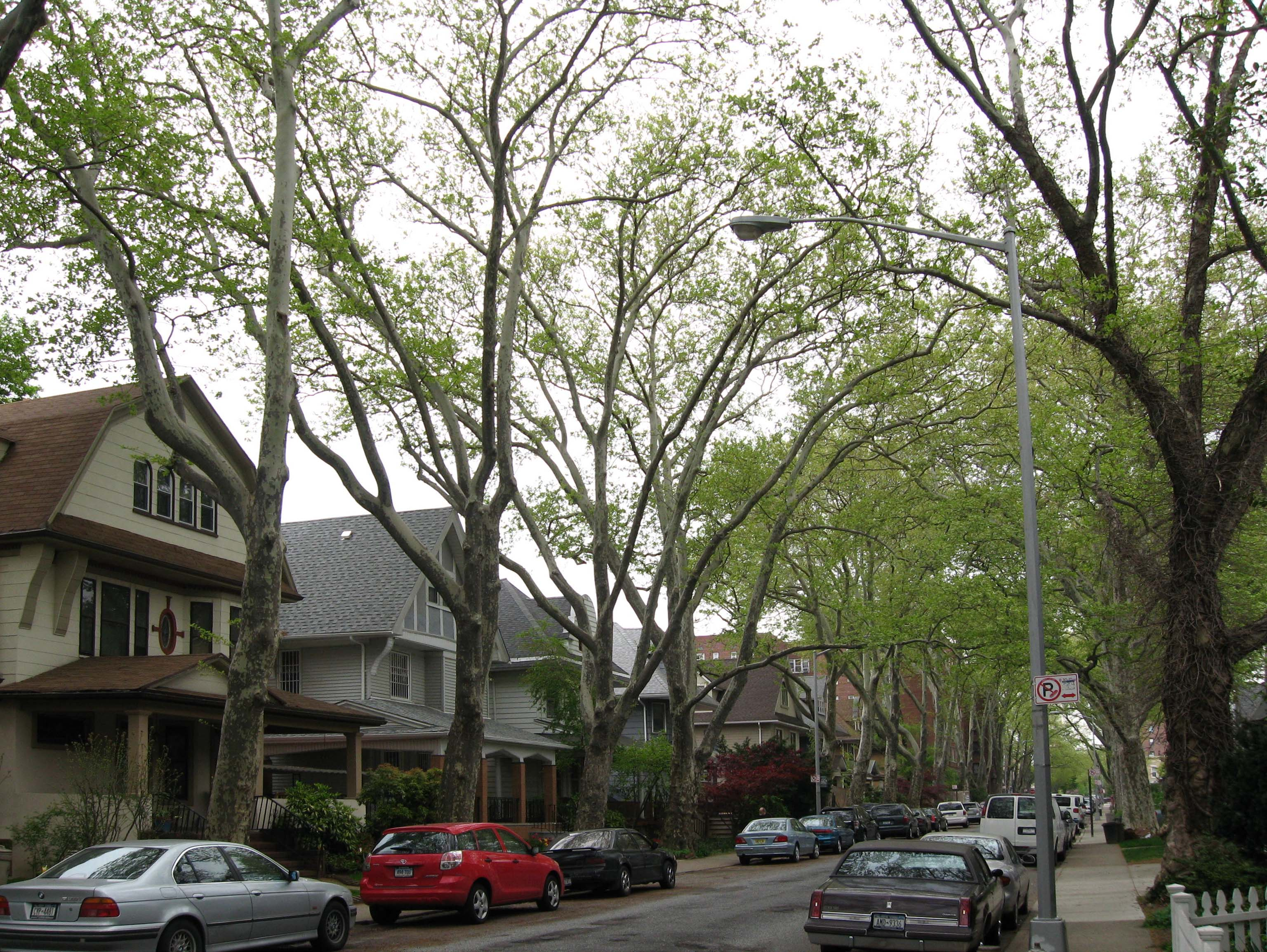

## 人口
2010年，夫拉特布什人口为110,875人。在2000年美国人口普查中，夫拉特布什人口的79.8％是黑人，14％为西班牙裔，6.5％为白人，2.8% 为亚裔。夫拉特布什人数最多的是加勒比海社区，其中又以海地人居首位。